# Carlos Valdez (beisbolista)
Carlos Luis Valdez Lorenzo (nacido el 26 de diciembre de 1971 en Baní) es un ex lanzador de relevo intermedio dominicano que jugó en las Grandes Ligas parte de dos temporadas con los Gigantes de San Francisco (1995) y Medias Rojas de Boston (1998). También jugó en Japón para los Kintetsu Buffaloes (1999). Su hermano mayor, Efraín Valdez, también lanzó en las mayores.
En 15 apariciones como relevista, Valdez tuvo marca de 1-1 con una efectividad de 5.00, sin salvamentos, permitiendo 10 carreras en 20 hits y 13 bases por bolas, ponchando a 11 en 18.0 entradas de lanzadas.
Valdez también jugó en el sistemas de ligas menores de los Gigantes y los Red Sox (1991-98), registrando una marca de 35-37 con efectividad de 4.07 y 16 salvamentos en 267 juegos, incluyendo 63 aperturas, 303 bases por bolas, y 591 ponches en 714.0 entradas lanzadas.